# 李松泉
李松泉（1974年—），云南澜沧人，拉祜族，中华人民共和国政治人物、第十二届全国人民代表大会云南地区代表。
毕业于中央党校经济管理专业。加入中国共产党。2013年，担任全国人大代表。